# Roberto Luongo
Roberto Luongo (Montréal, 4 aprile 1979) è un ex hockeista su ghiaccio e dirigente sportivo canadese che giocava nel ruolo di portiere. È di origini italiane ( il papà è originario di Santa Paolina (AV) ) ed irlandesi. Ha vinto nella stagione 2010-11 il William M. Jennings Trophy per essere stato, insieme alla sua riserva Cory Schneider, il portiere della squadra che ha subito il minor numero di reti. Inoltre è stato finalista tre volte del Vezina Trophy (2004, 2007 e 2011), il trofeo assegnato annualmente al miglior portiere dell'NHL, ed è stato convocato quattro volte all'All Star Game della lega (2004, 2007, 2008 e 2009).

## Carriera

### Inizi ed NHL
Fu scelto nel draft del 1997 dai Toronto Maple Leafs ma fu subito ceduto ai New York Islanders per effetto di una trade. Continuò però a giocare per i Val-d'Or Foreurs, squadra di QMJHL, una lega minorile del Québec, per i quali giocava dal 1995. Nella stagione 1998-1999 giocò per gli Acadie-Bathurst Titan, sempre in QMJHL, e nella stagione successiva, ottenuto il contratto con i New York Islanders, per i Lowell Lock Monster, squadra della AHL affiliata ai newyorchesi.
Il 22 novembre 1999 ottenne la sua prima convocazione in prima squadra e sei giorni dopo, il 28 novembre, fece il suo debutto in NHL in una partita vinta per 2-1 con i Boston Bruins, in cui parò 43 tiri. Nonostante buone prestazioni, al termine della stagione, in cui collezionò 24 presenze, fu ceduto ai Florida Panthers assieme a Olli Jokinen per Mark Parrish e Oleg Kvasha. Gli Islanders, infatti, avevano preso al draft il promettente portiere Rick DiPietro. A Sunrise è rimasto fino al 2006, non raggiungendo mai i playoff ma stabilendo numerosi record societari: è infatti il portiere dei Panthers con più vittorie in una singola stagione (35, nel 2005-2006) ed in totale (108), nonché quello con il maggior numero di shutouts guadagnati, in una sola stagione (7, nel 2003-2004) ed in assoluto (26). Dalla stagione 2006-07 si è trasferito ai Vancouver Canucks dove tra la stagione 2008-09 e quella 2009-10 è stato nominato capitano, diventando così il sesto portiere a ricoprire questo ruolo in una franchigia della National Hockey League e il primo dopo Bill Durnan che lo ricoprì nella stagione 1947–48. Nella stagione 2010-2011 ha vinto il Jennings Trophy assieme al compagno Cory Schneider, in quanto portieri meno battuti della lega; ha poi condotto la sua squadra alla finale di Stanley Cup, perdendo però con i Boston Bruins per 4-3 in serie. Nelle successive due stagioni si è alternato con Cory Schneider, ma con la cessione dello svizzero-americano ai New Jersey Devils nel giugno 2013 è tornato titolare indiscusso. Il 4 marzo 2014, un giorno prima della scadenza del mercato NHL, Luongo viene scambiato insieme al suo compagno di squadra Steven Anthony ai Florida Panthers in cambio del portiere Jacob Markström e di Shawn Matthias.

### Nazionale

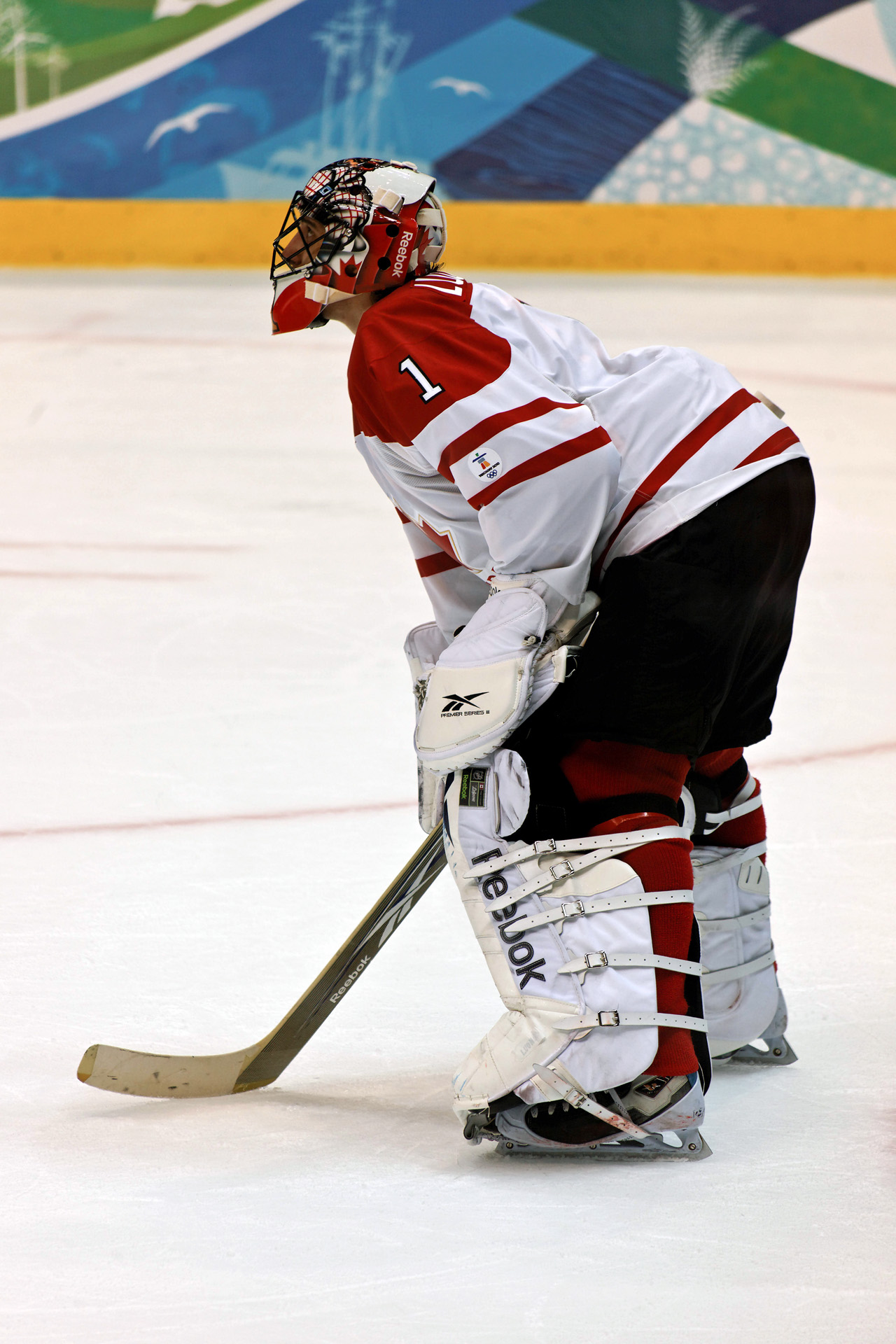
Luongo con la maglia del Canada alle Olimpiadi invernali 2010

Luongo ha giocato per il Canada sin dai livelli giovanili, partecipando già nel 1995 (ma con la rappresentativa del Québec) al mondiale Under-17, in cui guadagnò un terzo posto. Nel 1999 fu parte della squadra canadese che prese parte ai World Junior Championship in cui la sua nazionale giunse in finale, dove fu battuta dalla Russia.
Nel 2001 ottenne la sua prima convocazione dalla nazionale maggiore e partecipò ai mondiali del 2001 in Germania, in cui fu la riserva di Fred Brathwaite, tuttavia si infortunò presto e fece ritorno in Florida, dove viveva al tempo. Fu convocato comunque ai Mondiali del 2003, dove partì inizialmente da riserva ma poi, a seguito dell'infortunio del titolare Sean Burke durante le semifinali contro la Repubblica Ceca, in cui gli subentrò, divenne titolare. Il Canada vinse la partita 8-4 e giunse in finale contro la Svezia, battuta 3-2 in overtime anche grazie alle sue 49 parate. Nonostante questa vittoria, fu Burke ad assicurarsi il titolo di miglior portiere del torneo. Ai Mondiali del 2004 fu invece titolare, giocò tutte le 7 partite del torneo e, battendo ancora una volta la Svezia (stavolta 5-3), si aggiudicò nuovamente il titolo. Partecipò anche alla World Cup dello stesso anno (la World Cup è un evento organizzato dalla NHL per le nazionali), in cui fu la riserva di Martin Brodeur. Giocò solo la semifinale, vinta 4-3 con la Repubblica Ceca, poiché Brodeur era infortunato, tuttavia il portiere dei Devils si riprese e giocò la finale vinta 3-2 con la Finlandia. Ai Mondiali del 2005 fu ancora una volta la riserva di Brodeur, giocò solamente due partite e la sua squadra fu sconfitta in finale dalla Repubblica Ceca per 3-0.
Fu poi convocato ai giochi olimpici invernali del 2006 a Torino, in Italia, la terra delle sue origini. Fu comunque ancora il portiere di riserva e giocò solo la gara delle eliminatorie vinta 5-1 con la Germania. La nazionale canadese, che difendeva l'oro vinto alle olimpiadi invernali del 2002, fu battuta ai quarti dalla Russia. Alle Olimpiadi invernali del 2010 a Vancouver, in Canada, la sua nazionale fu la squadra ospitante. Sebbene fosse partito di nuovo come riserva di Brodeur, dopo la sconfitta per 5-3 con gli Stati Uniti nell'ultima partita del girone, divenne il titolare e la sua squadra arrivò fino in finale, dove sconfisse gli Stati Uniti (grazie anche alle sue 34 parate) e vinse l'oro.

## Statistiche
- 60 shutout in carriera

## Palmarès
- Clarence S.Campbell bowl (conference): 1
  - Vancouver Canucks: 2010-11
- President's Trophy (regular season): 2
  - Vancouver Canucks: 2010-11, 2011-12
- Titoli di division (Northwest Division): 5
  - Vancouver Canucks: 2006-07, 2008-09, 2009-10, 2010-11, 2011-12